# Aleuritopteris unicolor
Aleuritopteris unicolor är en kantbräkenväxtart som beskrevs av Fraser-jenk. och Khullar. Aleuritopteris unicolor ingår i släktet Aleuritopteris och familjen Pteridaceae. Inga underarter finns listade.